# Муельвен
Муельвен (швед. Moälven) — річка на півночі Швеції. Довжина річки за різними даними становить 135–140 км, площа басейну  — 2280–2307,2 км². Середня річна витрата води — 26 м³/с, мінімальна витрата води на день — 2,3 м³/с.

## Назва
Назва річки походить від слова «mo», що означає пісковий вид ґрунту, або піскову рівнину. Слово älv перекладається як «річка».

## Географія
Річка Муельвен бере початок від озера Евер-Карпшен (швед. Över-Karpsjön), розташованого в межах комуни Оселе на півдні Лапландії, у лені Вестерботтен на висоті 428,4 м над рівнем моря. Річка тече у напрямку з північного заходу на південний схід. Впадає у Ботнічну затоку Балтійського моря.
Річка утворює кілька порогів.
Більшу частину басейну річки — 80,5% — займають ліси. Озера займають 4% площі басейну. Сільськогосподарські угіддя займають 2,3% площі басейну, причому вони розташовані у нижній частині течії.
У річку на нерест заходить лосось і пструг.

## Галерея

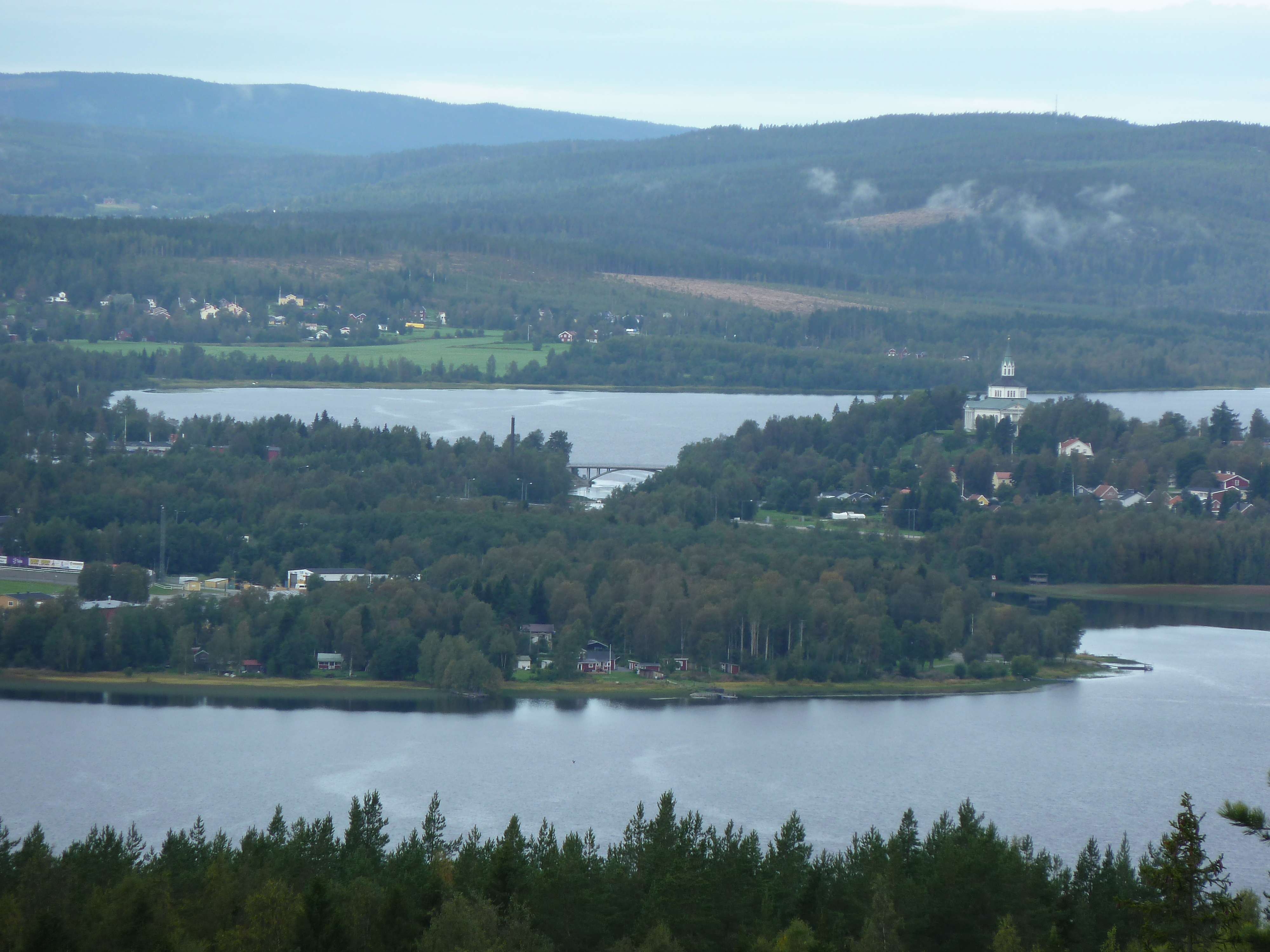
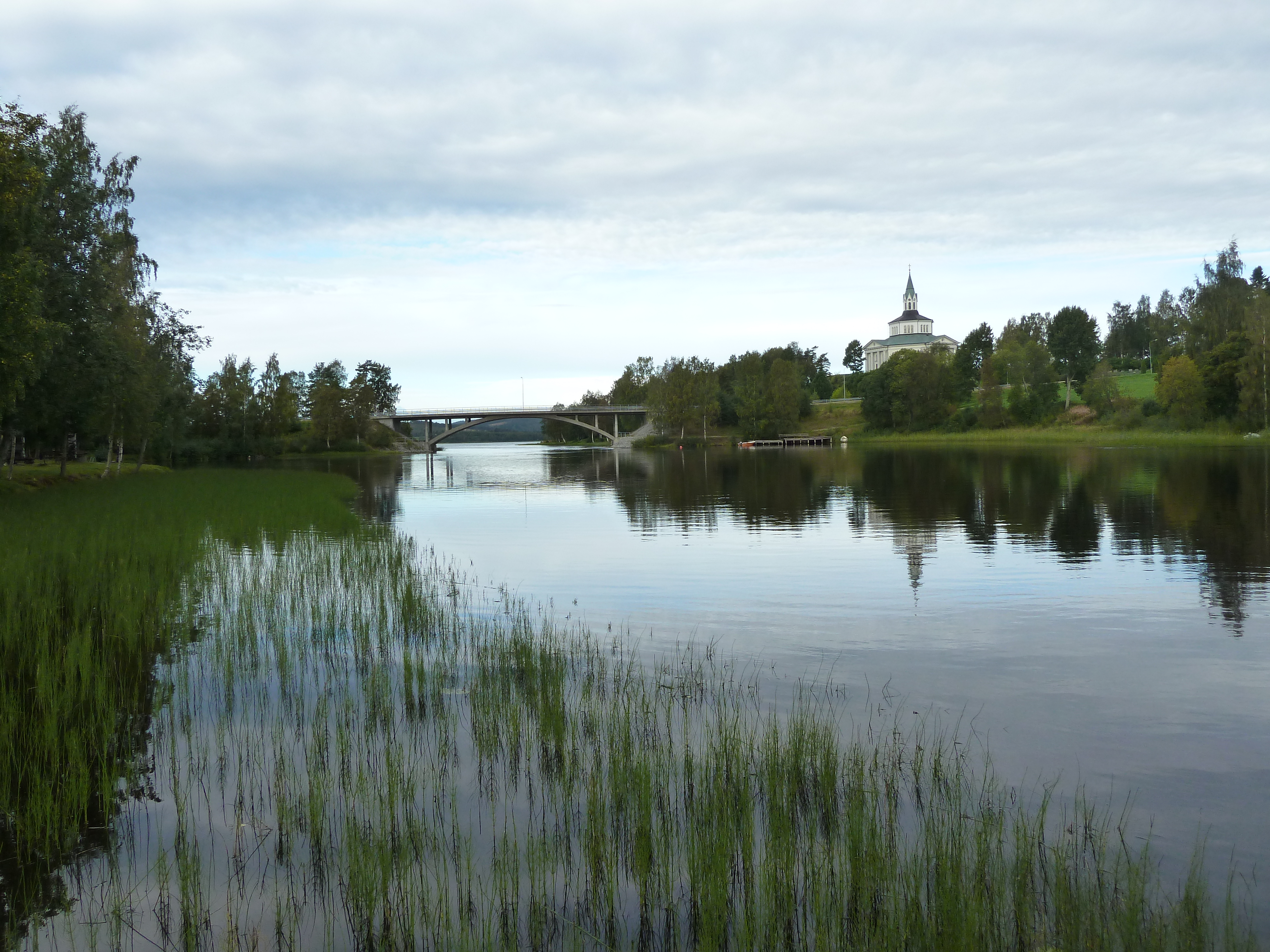
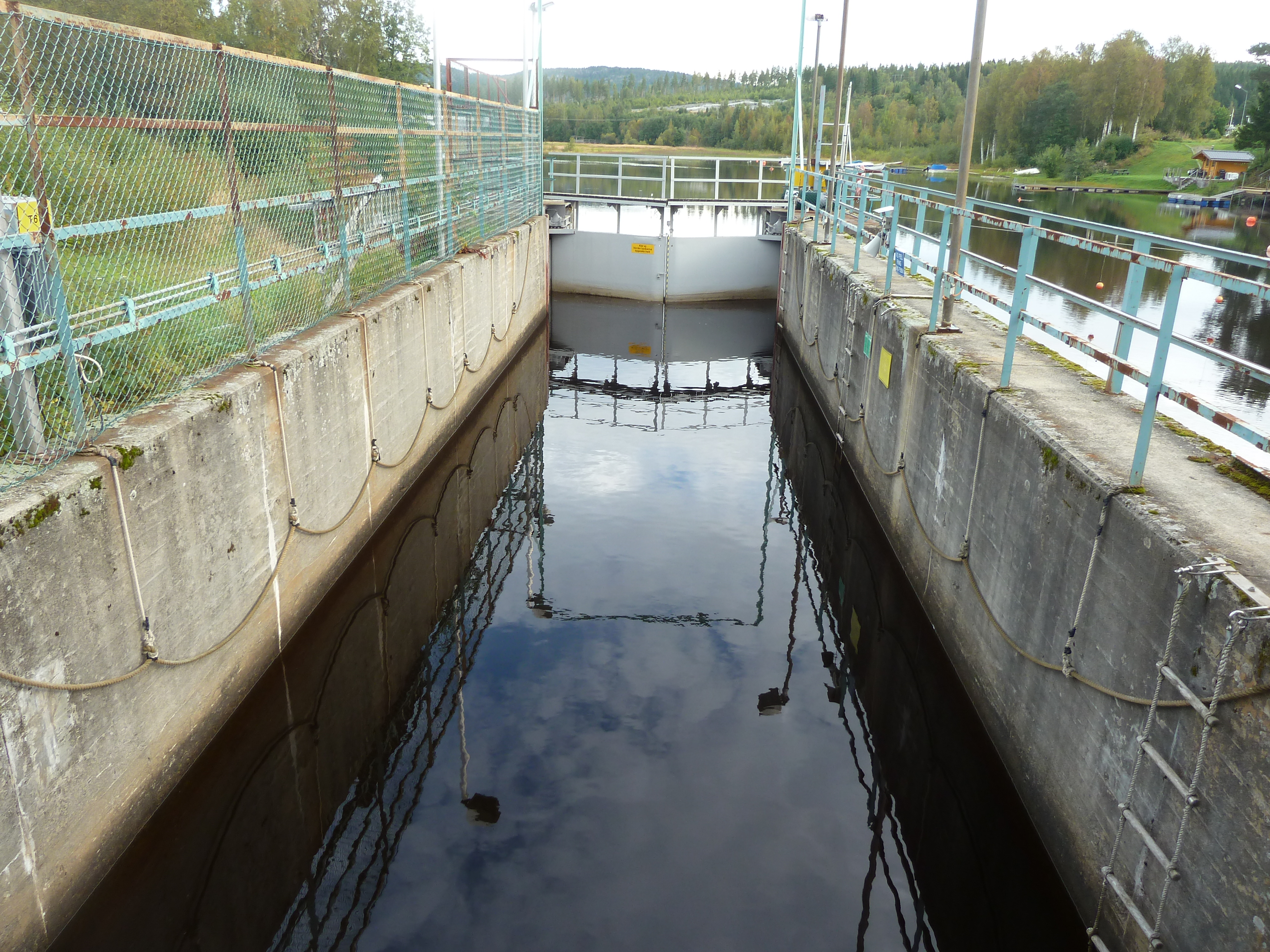
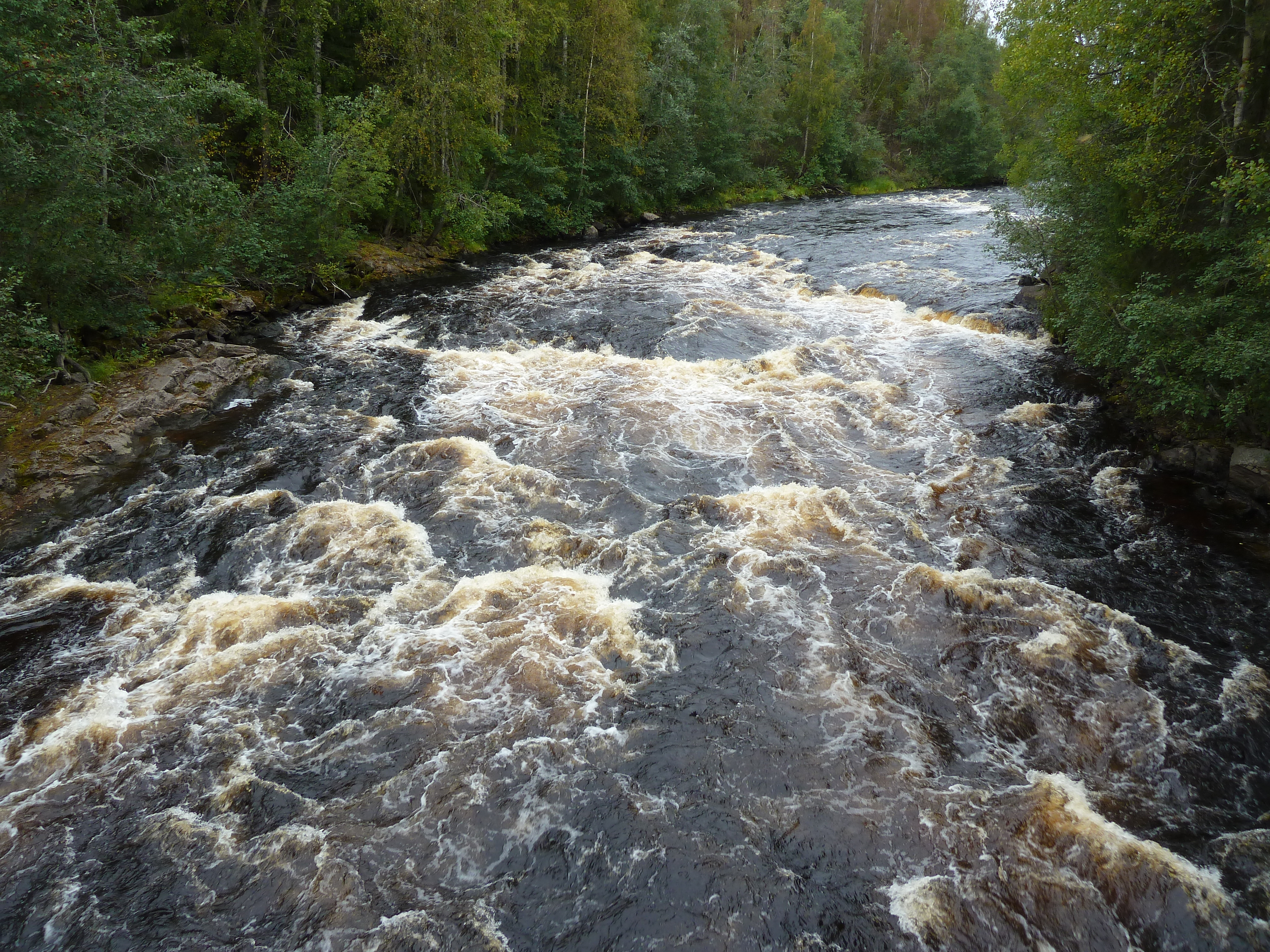